# Тенис на Летњим олимпијским играма 2008.
Такмичења у тенису на Олимпијским играма 2008. у Пекингу Кина одржана су у Олимпијском Грин тенис центру у периоду од 10. августа до 17. августа, у мушкој и женској конкуренцији појединачно и у паровима.
Главни стадион који по идејном решењу подсећа на цвет прима 10.000 гледалаца. Остала три стадиона имају капацитете од 4.000, 2,000 и 1,400 седишта. Површина целог тениског комплекса, са још неколико тениских терена обухвата 26.514 m² .
У појединачној конкуренцији учествовала су 64 тенисера односно тенисерке, а у игри парова по 32 пара.
За олимпијску визу је меродавна била светска ранг листа која је објављена 9. јуна 2008. године, после одиграног Ролан Гароса. На основу ранг листе право на учешће су имали по 48 првопласираних односно по десет најбољих дубл играча и играчица. Услов је био да свака земља може послати највише четири представника појединачно и два у игри парова.
Комисија у којој је био по један представник МОК, Асоцијације Националних олимпијских комитета и Међународне тениске федерације доделила је по две такозване специјалне позивнице (вајлд кард) у обе конкуренције. Добли су их Рафаел Аравело (Салвадор), Комлава Логли (Того), Стефани Фогт (Лихтенштајн) и Кара Блек (Зимбабве). Тако је задовољено начело олимпијског покрета да се пружи шанса малим државама, па су Салвадор, Того и Лихтанштајн први пут имали представнике на тениском турниру. Преостала места је доделио олимпијски део Међународне тениске федерације (ИТФ) водећи рачуна о ранг листи и о заступљености континената (географски принцип).

## Освајачи медаља
| Дисциплине           |                                                     |                                                           |                                             |
| Мушкарци појединачно | Рафаел Надал · Шпанија                              | Фернандо Гонзалез · Чиле                                  | Новак Ђоковић · Србија                      |
| Мушки парови         | Роџер Федерер · Станислас Вавринка · Швајцарска     | Симон Аспелин · Томас Јохансон · Шведска                  | Боб Брајан · Мајк Брајан · Сједињене Државе |
| Жене појединачно     | Јелена Дементјева · Русија                          | Динара Сафина · Русија                                    | Вера Звонарјова · Русија                    |
| Женски парови        | Серена Вилијамс · Винус Вилијамс · Сједињене Државе | Анабел Медина Гаригес · Вирхинија Руано Паскуал · Шпанија | Ци Јен · Ђе Џенг · Кина                     |

## Биланс медаља
|   | Држава           | Злато | Сребро | Бронза | Укупно |
| - | ---------------- | ----- | ------ | ------ | ------ |
| 1 | Русија           | 1     | 1      | 1      | 3      |
| 2 | Шпанија          | 1     | 1      | 0      | 2      |
| 3 | Сједињене Државе | 1     | 0      | 1      | 2      |
| 4 | Швајцарска       | 1     | 0      | 0      | 1      |
| 5 | Чиле             | 0     | 1      | 0      | 1      |
| 6 | Шведска          | 0     | 1      | 0      | 1      |
| 7 | Кина             | 0     | 0      | 1      | 1      |
| 8 | Србија           | 0     | 0      | 1      | 1      |
|   | Укупно (7)       | 4     | 4      | 4      | 12     |